# Gustavo Acevedo
Gustavo Alejandro Acevedo Nicolazzo (Caracas,  3 de enero de 1997) es un modelo y ganador de concursos de belleza venezolano. Gustavo fue Mister Supranational Venezuela 2016 y representó a Venezuela en la edición inaugural de Mister Supranacional en el Mister Supranacional 2016 donde finalizó dentro del Top 10.

## Vida y carrera

### Primeros años
Acevedo nació en Caracas, Venezuela. Obtuvo un título de Licenciatura en Tecnologia y terapia  Cardiorespiratoria otorgado por la Universidad Central de Venezuela. Acevedo también es modelo, actor, boxeador, campeón panamericano en artes marciales mixtas, y se ha desempeñado como narrador deportivo en la televisión local de su ciudad natal.
Actualmente
Acevedo,  tiene una especialización de procesos de estimulación cardiaca (especialista en marcapasos, desfibriladores y resincronizadores cardiacos) realizada en el hospital clínico universitario donde se entrenó con el destacado cardiólogo Mauricio Rondón, y en el año 2024 logró obtener en México una certificación internacional de la marca Abbot que lo certifica como técnico de re sincronización cardiaca y otra certificación de la marca biotronik como técnico de marcapasos, a su vez tiene un título de abogado otorgado por la Universidad Católica Santa Rosa.
A su vez, Gustavo continuó con su desarrollo deportivo en las artes marciales (Jiu-Jitsu) destacando como cinturón azul y compitiendo a nivel nacional junto a la academia de Arte Suave.
Acevedo y el Patinaje sobre Hielo
Actualmente Acevedo dejando atrás la televisión y los concursos, se ha dedicado a ser un destacado empresario, siendo el responsable de llevar a cabo el proyecto de la Pista de Hielo  del parque nacional Waraira Repano, impulsando el patinaje artístico sobre hielo trabajando de la mano con el Maestro Humberto Rodríguez Director de la Academia de Patinaje Sobre Hielo.
Acevedo, ha sido uno de los encargados de crear y producir obras de patinaje artístico sobre hielo, participando como Productor, desarrollando obras de patinaje sobre hielo únicas en Venezuela, como Bolívar sobre Hielo y el Cascanueces sobre Hielo, teniendo un gran éxito en taquilla.
Actualmente trabaja en internacionalizar las obras de patinaje artístico sobre hielo y en formar a todos sus talentos que forman parte de la academia de la pista de hielo del parque nacional waraira repano única academia de patinaje sobre hielo en Venezuela. 

## Concursos de belleza

### Mister Venezuela 2016
Gustavo participó en el Mister Venezuela 2016, evento celebrado el 28 de mayo de 2016 en los estudios de Venevisión en Caracas. En dicha edición, a los candidatos les fueron asignados números en vez de bandas estadales, a Acevedo le fue asignado el #2, compitió en dicha edición finalizando como segundo finalista. El ganador fue Renato Barabino, mientras que el primer finalista fue Walfred Crespo.

### Mister Supranational Venezuela 2016
Más tarde ese año, la Organización Miss Venezuela decide designar a Gustavo como el primer representante venezolano en el recién creado Mister Supranacional.

### Mister Supranacional 2016
Gustavo representó a Venezuela en el certamen Mister Supranacional 2016 desde el 23 de noviembre al 3 de diciembre de 2016 en el Centro Municipal de Recreación y Deportes MOSIR, Krynica-Zdrój, Polonia, finalizando dentro del Top 10, en sexto lugar.

## Cronología
| Predecesor: Nuevo título →  | Mister Supranacional Top 10 (6.º Lugar) 2016 | Sucesor: Justin Axiak          |
| Predecesor: Nuevo título →  | Mister Supranational Venezuela 2016          | Sucesor: Gabriel Correa Guzmán |
| Predecesor: Georges Biloune | Mister Venezuela 2.º Finalista 2016          | Sucesor: Adrián Menghini       |